# Europees kampioenschap basketbal mannen 1967
Eurobasket 1967 is het vijftiende gehouden Europees Kampioenschap basketbal. Eurobasket 1967 werd georganiseerd door FIBA Europe. Zestien landen die ingeschreven waren bij de FIBA, namen deel aan het toernooi dat gehouden werd in 1967 in Finland. Het basketbalteam van de Sovjet-Unie won in de finale van het toernooi met 89-77 van Tsjechoslowakije, waarmee het de uiteindelijke winnaar van Eurobasket 1967 werd. De strijd om de derde en vierde plaats werd beslecht door Polen en Bulgarije. Polen won met 76-80.

## Eindklassement
1. Sovjet-Unie
2. Tsjecho-Slowakije
3. Polen
4. Bulgarije
5. Roemenië
6. Finland
7. Italië
8. Israël
9. Joegoslavië
10. Spanje
11. Frankrijk
12. Griekenland
13. Hongarije
14. Duitse Democratische Republiek
15. België
16. Nederland

| Eurobasket 1967 winnaar   |
| ------------------------- |
| Sovjet-Unie Negende titel |

## Individuele prijzen

### MVP (Meest Waardevolle Speler)
- Jiří Zedníček

### All-Star Team
- Sergej Belov
- Modestas Paulauskas
- Jiří Zedníček
- Jiří Zídek
- Veikko Vainio